# Саньо-Мару
Саньо-Мару (Sanyo Maru)  — переобладнаний гідроавіаносець Імперського флоту Японії, який під час Другої Світової війни взяв участь у операціях японських збройних сил на Тихому океані.

## Довоєнна історія
Судно спорудили як вантажопасажирське в 1930 році на верфі Mitsubishi Dockyard & Engineering Works у Нагасакі для компанії Osaka Shosen Kaisha, яка передусім використовувала судно на лінії до Нью-Йорка (а з 1938-го подовжила її до Лондона та Гамбурга).
В серпні 1941-го судно було реквізоване для потреб Імперського флоту Японії та пройшло переобладнання у гідроавіаносець, який мав катапульту та ніс 10 розвідувальних гілролітаків – 6 Mitsubishi F1M2 «Pete», 2 Aichi E13A1 «Jake» та 2 Nakajima E8N2 «Dave». Також корабель отримав захисне озброєння із двох 150-мм гармат і двох 13-мм зенітних кулеметів. 10 вересня «Саньо-Мару» включили до 12-ї дивізії гідроавіаносців.

## Операції у Південно-Східній Азії
Станом на початок грудня 1941-го «Саньо-Мару» перебував на острові Хайнань в порут Самах, звідки 2 грудня вийшов у південному напрямку для підтримки загону, що мав висадити на півострові Малакка 5-му піхотну дивізію. З 5 грудня гідроавіаносець зайняв позицію у східній частині Сіамської затоки неподалік від узбережжя Французького Індокитаю, звідки і планувалось проведення підтримки. Висадки в Таїланді та британській Малаї відбулись одночасно з нападом на Перл-Гарбор (у східній півкулі вже наступило 8 грудня). До 11 грудня «Саньо-Мару» перебував біля південного завершення Індокитаю, після чого рушив на північ для участь у Філіппінській операції.
14 грудня 1941-го під час перебування на якорі в районі Апаррі (північне завершення острова Лусон, де за кілька діб до того вже висадився японський допоміжний десант) гідроавіаносець був поцілений торпедою з американського підводного човна USS Seawolfа. Втім, торпеда не здаетонувала та завдала лише незначних пошкоджень. 16 грудня «Саньо-Мару» прибув до Такао (наразі Гаосюн на Тайвані).
Вже 17 грудня 1941-го гідроавіаносець рушив на південь для підтримки висадки головних сил у затоці Лінгаєн (західне узбережжя Лусона), яка почалась 22 грудня. Сам «Саньо-Мару» діяв з Апаррі, а з 21 грудня – із району Віган (так само на півночі острова Лусон).
29 – 31 грудня 1941-го корабель здійснив перехід до порту Голо (на однойменному острові у архіпелазі Сулу) в межах підготовки до вторгнення на схід Борнео. 5 січня 1942-го «Саньо-Мару» прибув до порту Давао (південне узбережжя філіппінського острова Мінданао), звідки 7 січня вийшов загін з десантом до Таракану (центр нафтовидобутку на півночі схудного узбережжя Борнео). 10 січня літаки з «Саньо-Мару» обстріляли якийсь підводний човен, що перебував на поверхні, а потім літак, який здійснив аварійну посадку на аеродромі Таракану. Висадка десанту в Таракані відбулась 11 січня, а 13 січня «Саньо-Мару» прибув до цього порту.
Наступним завданням корабля було прикриття висадки у Балікпапані (ще один центр нафтовидобутку на сході Борнео). Десантування відбулось 24 січня 1942-го, при цьому 23 січня американські та нідерландські літаки бомбардували японські судна та, зокрема, завдали пошкоджень «Саньо-Мару». Втім, гідроавіаносець залишився у строю і 26 січня сам на короткий час зайшов до Балікпапану.
Того ж 26 січня 1942-го корабель рушив на північ і через Давао та затоку Субік-Бей (район Маніли) прибув 8 лютого до бухти Камрань (центральна частина в’єтнамського узбережжя), де збирались сили для десанту захід острова Ява (при цьому з 1 лютого 12-ту дивізію розформували і підпорядкували гідроавіаносець напрямку командуванню Третього флоту). З Камрані авіакрило корабля діяло в районі островів Анамбас, а 17 лютого «Саньо-Мару» рушив із бухти і 19 лютого прибув на острів Анамбас. 1 березня відбулась висадка на заході Яви і тієї ж доби літак F1M2 «Pete» з «Саньо-Мару» провів безрезультатний бій з британськими винищувачами «Харрікейн».
2 – 5 березня 1942-го гідроавіаносець прослідував від Анамбас до острова Бантам, а потім опинився у Сінгапурі, при цьому з 10 березня він належав до Другого Південного Експедиційного флоту, який створили для контролю над Нідерландською Ост-Індією. 17 – 19 березня корабель прослідував в Сінгапуру до Пенангу (важлива база на західному узбережжі півострова Малакка), а 23 березня досягнув Мергуй (нараз М’єй на півдні М’янми). 27 березня (після того, як японці успішно десантувались у головному місті М’янми Рангуні) «Саньо-Мару» рушив назад до Сінгапура.
10 квітня 1942-го корабель полишив Сінгапур та 12 квітня прибув до Батавії (наразі столиця Індонезії Джакарта), а потім опинився у Сурабаї (головна база на сході острова Ява). З 8 травня «Саньо-Мару» перебував у морі для прикритті операції з осадження гарнізонами Малих Зондських островів (пройшла без спротиву зі сторони голландців), а 23 травня повернувся до Сурабаї.
24 травня – 3 червня 1942-го «Саньо-Мару» прослідував до японського порту Сасебо, де став на доковий ремонт, що тривав до другої половини червня. 26 червня – 5 липня гідроавіаносець здійснив перехід назад до Сурабаї.
24 липня 1942-го «Саньо-Мару» вийшов з Амбону (південна частина Молуккського архіпелагу) для прикриття висадки на островах Танімбар (південно-східна астина Нідерландської Ост-Індії). 28 – 29 липня на острові Каі нідерландські військовослужбовці вчинили опір, при цьому наземним вогнем був збитий один літак F1M2 «Pete» з «Саньо-Мару». 2 серпня гідроавіаносець повернувся на Амбон.

## Операції на Соломонових островах
7 серпня 1942-го союзники здійснили висадку на Гуадалканалі у східній частині Соломонових островів, що започаткувало шестимісячну битву та змусило японське командування перекидати підкріплення до регіону. 24 серпня «Саньо-Мару» прибув до якірної стоянки Шортленд (прикрита групою невеликих островів Шортленд акваторія біля південного завершення острова Бугенвіль, де зазвичай відстоювались легкі бойові кораблі та перевалювались вантажі для подальшої відправки далі на схід Соломонових островів). З 28 серпня корабель належав до Авіагрупи зони «R», яка базувалась як Шортленд, так і на затоку Реката-Бей (північне узбережжя острова Санта-Ісабель в центральній частині Соломонового архіпелагу).
2 вересня 1942-го з Шортденду вийшов у море сторожовий корабель PB-35, який мав доправити базовий персонал «Саньо-Мару» до Реката-Бей. Біля опівдня тієї ж доби корабель був атакований бомбардувальниками B-17 та зазнав пошкоджень через близькі вибухи, які призвели до втрати ходу, а потім і загибелі PB-35. У цьому бою загинуло дві третини членів екіпажу та пасажирів, що перебували на борту.
Авіагрупа «Саньо-Мару» брала участь у операціях в районі Гуадалканалу. Зокрема, 14 вересня 1942-го F1M2 «Pete» з чотирьох гідроавіаносців здійснили в цілому безрезультатне бомбардування аеродрому Гендерсон-Філд, при цьому два літака (щонайменше один з них з «Саньо-Мару») були збиті. 9 жовтня вісім F1M2 «Pete» з «Саньо-Мару» вступили у безрезультатний в бій з винищувачами та бомбардувальниками, які атакували гідроавіаносець «Ніссін», що перевозив важке озброєння на Гуадалканал.
Сам «Саньо-Мару» міг діяти окремо від своєї авіагрупи. Так, 12 вересня він прибув до Рабаула — головної бази в архіпелазі Бісмарка, з якої японці провадили операції на Соломонових островах та сході Нової Гвінеї. 24 вересня корабель повернувся на Шортленд, 5 жовтня знову був у Рабаулі, 22 жовтня опинився вже у метрополії в порту Йокосука, а 29 жовтня рушив назад у Меланезію. При цьому з 1 листопада «Саньо-Мару» разувався як один з гідроавіаносців 958-ї авіагрупи Четвертого флоту (створений ще до війни для операцій у Океанії з головною базою на атолі Трук в центральній частині Каролінських островів).
14 листопада 1942-го під час японської спроби провести великий конвої транспортів до Гуадалканалу до його прикриття залучили 8 F1M2 «Pete», з яких 3 належали до авіагрупи «Саньо-Мару» і з них 2 були втрачені (один – у зіткненні з американським літаком, що потягло за собою і втрату останнього). У підсумку японська операція завершилась повною поразкою та втратою всіх транспортів (і двох лінкорів).
21 листопада 1942-го «Саньо-Мару» під охороною есмінця «Амагірі» рушив з Шортленду до Реката-Бей. Тієї ж доби американський підводний човен випустив чотири торпеди по «Саньо-Мару», при цьому командир субмарини претендував на два влучання. Гідроавіаносець дійсно отримав пошкодження, проте не затонув. Протягом 10 годин його вів на буксирі есмінець «Таканамі», який надвечір того ж 21 листопада зміг привести «Саньо-Мару» на Шортленд. Протягом наступного місяця корабель кілька раз переміщували по Шортленду і в підсумку визнали доцільним використовувати його далі без відправки на ремонт. 27 грудня танкер «Тоа-Мару» (сам зазнав пошкоджень при авіанальоті 10 грудня) пришвартувався поряд з «Саньо-Мару» та подав на нього енергію, тоді як рятувальне судно «Нагаура» повело гідроавіаносець на буксирі до Реката-Бей.
1 січня 1943-го гідроавіаносець зазнав додаткових пошкоджень від близьких розривів бомб, скинутих американськими літаками В-26 під час атаки на Реката-Бей. Протягом наступного тижня нальоти на затоку продовжувались і вдень 4 січня з інтервалом менш ніж у годину «Саньо-Мару» був уражений двома авіабомбами, що викликали пожежі, які вдалось загасити лише 5 січня за допомогою есмінців «Оясіо» та «Куросіо» і сторожового корабля PB-36. 7 січня пожежа в одному з приміщень виникла знову, проте її вдалось приборкати за допомогою PB-36.
9 січня 1943-го почалась операції з виводу «Саньо-Мару» із Реката-Бей. Танкер «Цурумі» вів пошкоджений корабель на буксирі, а поряд з «Саньо-Мару» все так же слідував та провадив забезпечення енергією «Тоа-Мару». З іншої сторони був ошвартований сторожовий корабель PB-38, тоді як «Оясіо» та «Куросіо» забезпечували ескорт. 14 січня судна стали ціллю для американського підводного човна USS Nautilus, який дав залп із 5 торпед. Одна з них влучила у «Тоа-Мару», проте не здетонувала. 17 січня японський загін прибув на Трук.
Протягом кількох місяців «Саньо-Мару» проходив на Труці аварійний ремонт, зокрема, за допомогою спеціалізованого судна «Акасі». Нарешті, 28 червня – 11 липня 1943-го «Саньо-Мару» на буксирі у судна «Когьо-Мару» (Kogyo Maru) та під охороною переобладнаного канонерського човна «Чоко-Мару № 2 Го» прослідував до Куре.

## Завершальний етап служби
В Куре продовжили ремонт «Саньо-Мару», при цьому судно позбавили функції гідроавіаносця та призначили для використання як транспортне. Обидві 150-мм гармати були замінені на 120-мм, а зенітне озброєння тепер становили два спарені 25-мм автомати та два 13-мм кулемети.
В березні 1944-го судно прослідувало до Токійської затоки, звідки вийшло 20 березня з тисячею військовослужбовців на борту у складі конвою «Хігасі-Мацу № 3» (складова конвойної операції «Хігасі-Мацу», яку провадили для перекидання підкріплень гарнізонам у Мікронезії). 28 – 29 березня «Саньо-Мару» побувало на Труці (на той час ця база після нищівного рейду американського авіаносного з’єднання 16 – 17 лютого 1944-го вже втратила своє значення і головний оборонний периметр Імперії вирішили провести через Маріанські та західні Каролінські острови). 4 квітня судно прибуло на Сайпан (головна японська база на Маріанських островах).
7 квітня 1944-го есмінець «Ікадзучі» повів «Саньо-Мару» з Сайпану на південь. 12 квітня за три сотні кілометрів на північ від атолу Вулеаї (Мерейон, центральна частина Каролінських островів) на «Ікадзучі» надійшло повідомлення з японського літака про виявлення підводного човна. Есмінець відокремився від транспорту та попрямував до місця можливого перебування ворожої субмарини, якою виявилась USS Harder. Остання поцілила «Ікадзучі» двома торпедами, після чого він затонув. При цьому на есмінці вибухнули власні глибинні бомби, так що з його екіпажу не врятувався ніхто. «Саньо-Мару» продовжив шлях без охорони, проте зміг досягнути Вулеаї та висадити там 13 квітня прийнятих в Японії військовослужбовців. 17 квітня транспорт знову досягнув Сайпану, а 21 – 26 квітня прослідував до Японії.
13 – 18 травня 1944-го в конвої HI-63 судно прослідувало до Маніли, де відокремилось від основного загону, що прямував до Сінгапура. 21 травня «Саньо-Мару» під охороною кайбокану (фрегату) CD-10 рушило до острова Хальмахера (північна частина Молуккського архіпелагу). 26 травня 1944-го судно перебувало у південній частині моря Сулавесі, де було перехоплене американським підводним човном USS Cabrilla. Субмарина випустила п’ять торпед, з яких не менше двох (за іншими даними – чотири) поцілили «Саньо-Мару». За 50 хвилин компанда полишила судно, а ще через дві години воно затонуло. Загинуло 23 із шісти сотень пасажирів та 35 військовослужбовців артилерійської команди, проте весь екіпаж вцілів.